# Brigitte Johanna Henkel-Waidhofer
Brigitte Johanna Henkel-Waidhofer, geborene Waidhofer, (* 1958 in Wien) ist eine österreichische Autorin und Korrespondentin für Landespolitik für mehrere deutsche Tageszeitungen.

## Leben
Schon während der Schulzeit arbeitete Henkel-Waidhofer in mehreren Redaktionen mit dem Ziel, Sportjournalistin zu werden. Nachdem sie ihre Matura in Österreich erfolgreich abgelegt hatte, studierte sie in Wien Germanistik und Geschichte. Zeitgleich arbeitete sie bei der österreichischen Tageszeitung Kurier als Journalistin in der Lokalredaktion und ab 1978 als Redakteurin für Frauenpolitik und Mode.
Im Jahre 1980 zog sie nach Stuttgart und arbeitete dort in der Lokalredaktion der Stuttgarter Nachrichten. Später wurde sie für die Nachrichten-Agentur AP Korrespondentin in Baden-Württemberg. Seit 1986 ist sie landespolitische Korrespondentin des Badischen Tagblatts und darüber hinaus für verschiedene deutsche Zeitungen tätig, etwa für Die Zeit, den Spiegel, die taz und die Kontext: Wochenzeitung, für die sie die Stuttgarter NSU-Untersuchungsausschüsse begleitet.
Seit 1995 hat sie einen Lehrauftrag in der Erwachsenenbildung und arbeitslose Akademiker und Akademikerinnen mit den Grundlagen von Journalismus und PR vertraut gemacht.
Henkel-Waidhofer ist mit dem politischen Journalisten Peter Henkel verheiratet. Seit 1982 leben sie gemeinsam in Stuttgart sowie im österreichischen Bad Ischl.

## Werke

### Guck mal!
Zwischen 1991 und 1993 war sie als Sachbuch-Autorin der Kinderbuchserie Guck mal! tätig. Insgesamt sind 7 Bücher im Kosmos-Verlag erschienen.
| Titel                   | Jahr |
| ----------------------- | ---- |
| Guck mal! Die Polizei   | 1991 |
| Guck mal! Die Feuerwehr | 1991 |
| Guck mal! Unser Rathaus | 1992 |
| Guck mal! Die Post      | 1992 |
| Guck mal! Unser Müll    | 1992 |
| Guck mal! Der Flughafen | 1993 |
| Guck mal! Der Zoo       | 1993 |

### Die drei???
Zwischen 1993 und 1996 schrieb Henkel-Waidhofer für die Jugendbuchserie Die drei ??? insgesamt 16 Bücher. Im Auftrag des Kosmos-Verlags führte sie als erste deutschsprachige Autorin die Buchreihe fort, nachdem die Serie in Amerika eingestellt worden war.
| Folgen-Nr. | Titel                         | Jahr |
| ---------- | ----------------------------- | ---- |
| 56         | Tatort Zirkus                 | 1993 |
| 57         | … und der verrückte Maler     | 1993 |
| 58         | Giftiges Wasser               | 1993 |
| 59         | Dopingmixer                   | 1994 |
| 60         | … und die Rache des Tigers    | 1994 |
| 61         | Spuk im Hotel                 | 1994 |
| 62         | Fußball-Gangster              | 1995 |
| 63         | Geisterstadt                  | 1995 |
| 64         | Diamantenschmuggel            | 1995 |
| 65         | … und die Schattenmänner      | 1995 |
| 66         | … und das Geheimnis der Särge | 1996 |
| 67         | … und der Schatz im Bergsee   | 1996 |
| 68         | Späte Rache                   | 1996 |
| 69         | Schüsse aus dem Dunkel        | 1996 |
| 70         | Die verschwundene Seglerin    | 1996 |
| 71         | Dreckiger Deal                | 1996 |

### Sachbücher
Zwischen 1991 und 1996 schrieb sie diverse Kinder- und Jugendbücher. Seitdem ist sie überwiegend als Korrespondentin tätig und schreibt Sachbücher zu unterschiedlichen Themen.
| Titel                                                                | Jahr | Verlag              |
| -------------------------------------------------------------------- | ---- | ------------------- |
| LAND: Natur und Umwelt in Baden-Württemberg. Eine Bilanz in Bildern  | 2011 | G. Braun Buchverlag |
| Winfried Kretschmann: Das Porträt. (mit Peter Henkel)                | 2011 | Herder Verlag       |
| Free energy: Energiewende – verblüffend einfach. (mit Wolfgang Frey) | 2012 | Herder Verlag       |
| Winfried Kretschmann: Der Vertrauensmann. (mit Peter Henkel)         | 2017 | Herder Verlag       |